# Nephrotoma esakii
Nephrotoma esakii är en tvåvingeart som beskrevs av Alexander 1924. Nephrotoma esakii ingår i släktet Nephrotoma och familjen storharkrankar. Inga underarter finns listade i Catalogue of Life.